# LazyTown Extra

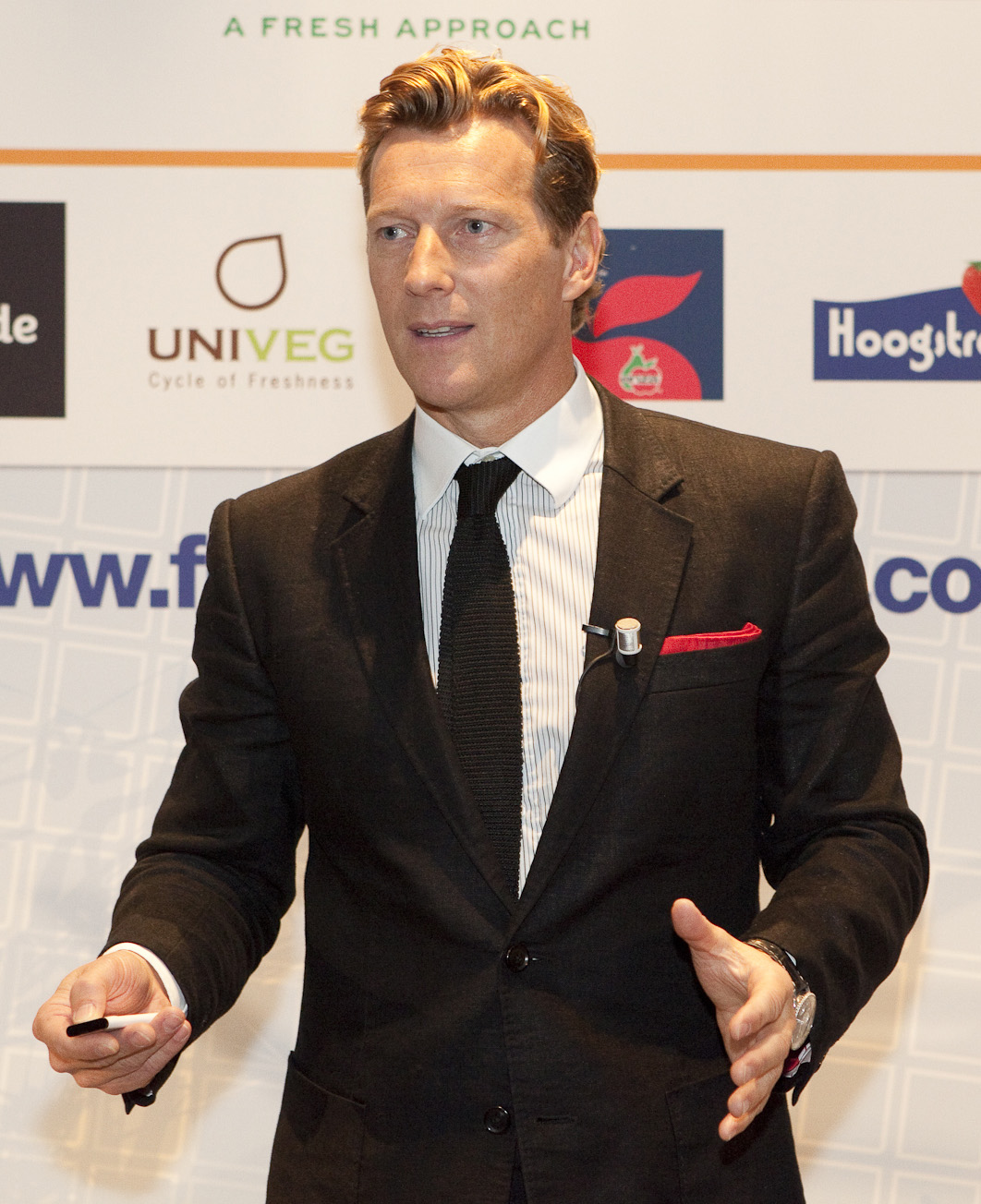
Magnús Scheving

LazyTown Extra es una serie de televisión infantil islandesa la cual incluye segmentos grabados fuera del set de filmación de LazyTown, en donde Ziggy es el protagonista principal. 
La versión latina ha sido grabada y se estrenó en Discovery Kids el 14 de noviembre de 2009 a las 12:30 del mediodía (hora Miami y Bogotá) en donde Ziggy viaja a diferentes partes de Latinoamérica para aprender sobre las culturas, jugar y conversar con los niños. 
También se han grabado los segmentos del reparto en islandés y vienen incluidos en los extras del DVD del festival Latabæjarhátíð í Höllinni y también se filmó una versión en hebreo y también el show completo lanzado en Islandia como "Action Time!". 
El show también se transmite en hebreo en Israel.

## Fechas de Estreno
- Reino Unido - 20 de septiembre de 2008
- Latinoamérica - 14 de noviembre de 2009
- Islandia - 27 de marzo de 2010 (sólo en el DVD del festival con los segmentos del reparto) y 2011 lanzado como Action Time!
- Israel - octubre de 2010
- España - 22 de junio de 2011

## Episodios
- 01 ¡Gol!
- 02 Adoro los dulces sanos
- 03 En sus marcas, listos, ¡fuera!
- 04 Gimnasia fantástica
- 05 Vamos a nadar
- 06 A lavarse las manos
- 07 Pedales poderosos
- 08 Día de pícnic
- 09 Vamos a bailar
- 10 Arte inteligente
- 11 Tiro de baloncesto
- 12 Vamos a saltar
- 13 Dientes relucientes
- 14 Jugar al aire libre
- 15 Sobre ruedas
- 16 Súper vegetales
- 17 Un salto especial
- 18 Saltar la cuerda
- 19 Sueño profundo
- 20 Dominemos el balón
- 21 Do, Re, Mi
- 22 Saltar en trampolín
- 23 Súper veloz
- 24 Libro de aventuras
- 25 Patinemos en el hielo
- 26 Vamos a esquiar

## Trama
Ziggy viaja a diferentes partes de Reino Unido, España, Latinoamérica(Dependiendo de la versión) para descubrir nuevas culturas, jugar y conversar con los niños, en esta gran aventura estará acompañado de todos sus compañeros de LazyTown. Cabe destacar que existe una versión alternativa del programa y su trama llamada “Action Time!”, en la cual Ziggy no viaja por el mundo, si no  que está en una habitación (de un fondo de colores) explicando de manera interactiva el tema del episodio(Este cambio fue hecho, para que fuera más fácil solo doblar la serie, en lugar de grabarla y fue exhibida en Islandia, Estados Unidos y Rusia). El programa tiene como duración 30 minutos(En la versión de Latinoamérica), la misma de la serie, y ocupa el lugar que ocupa la serie Amigazazo los fines de semana. Durante su estreno formó parte de la última de las 4 campañas trimestrales de Discovery Kids del 2009, llamada La Vuelta Al Mundo, en el que se incluyeron también Toot & Puddle y la nueva temporada de Hi-5.